# مولدوفا نوا
مولدوفا نوا, مدينة وميناء أقصى جنوبي غربي رومانيا, تقع على نهر الدانوب (بالرومانية: Moldova Noua, بالهنغارية: Újmoldova, بالتشيكية: Nová Moldava, بالألمانية: Neumoldowa)
تقع في محافظة كاراش سيفيرين في إقليم بانات, عدد سكانها أكثر من 13.000 نسمة

## أعلام
- راؤول كوستين
- كلارا فادينينو
- اياسمين لاتوفليفيتش
- إيلا زيلر
- ماريان فوكس